# Lerbäck
Lerbäck är en småort i Askersunds kommun, tillika kyrkby i Lerbäcks socken i nordöstra delen av Askersunds kommun.

## Samhället
Lerbäcks samhälle ligger invid järnvägen Hallsberg–Mjölby, cirka 12 km nordost om Askersund. Riksväg 50 passerar strax väster om orten. Lerbäcks kyrka samt Lerbäcks hembygdsgård ligger cirka 1 km nordost om samhället.

## Näringsliv
I Lerbäcks gamla kyrkby, invid kyrkan ligger bland annat Hotel PerOlofGården. Här finns parkmiljö vid Kyrksjön (128 m ö.h.). Parken har ett stort häcklabyrint Lerbäcks Labyrint   har minnen av gamla tider - dansbanan och musikscenen. I Lerbäck finns även Lerbäck hotell och gästgifveri och Lerbäcks Teater. Den senare drivs i det gamla gästgiveriets lokaler och är ett mycket populärt resmål för teaterbesökare, gourmander och gourmeter. Bland annat vann ägarna och skaparna av teatern Johan och Jenny Gille, pris som "Årets landsbygdsföretagare" i Sverige 2009.